# Řád distinkce (Jamajka)
Řád distinkce (anglicky Order of Distinction) je jamajské státní vyznamenání založené roku 1968. Jedná se o šestý nejvyšší řád.

## Historie a pravidla udílení
Založen byl zákonem The National Honours and Awards Act v roce 1968. Udílen je občanům Jamajky, kteří poskytli zemi vynikající služby nebo významným cizincům. Cizinci se však mohou stát pouze čestnými členy řádu.
Komandéři a čestní komandéři řádu jsou oprávněni za svým jménem používat postnominální CD, v případě čestných členů CD (Hon.). Důstojníci pak používají OD, či OD (Hon.). Heslem řádu je Distinction Through Service.

## Třídy
Řád je udílen ve dvou třídách:
- komandér – Řádový odznak se nosí na stuze kolem krku.
- důstojník – Řádový odznak se nosí na stuze nalevo na hrudi.

## Insignie
Řádový odznak má v případě třídy komandéra tvar trojúhelníku se zakřivenými stranami. Uprostřed je medailon se stáním znakem Jamajky. Znak je zlatý a obklopený heslem řádu DISTINCTION • THROUGH •SERVICE.
Stuha z hedvábného moaré se skládá zleva z černého, žlutého, zeleného, žlutého, zeleného, žlutého, zeleného, žlutého, zeleného, žlutého a černého proužku o různé šířce.